# Candaba
Candaba (formerly Candawe) là một đô thị hạng 1 ở tỉnh Pampanga, Philippines. Candaba là nơi thấp nhất Central Luzon. Theo điều tra dân số năm 2000, đô thị này có dân số 86.066 người trong 15.541 hộ.
Candaba có khu vực đầm lầy.

## Hành chính
Candaba được chia thành 33 barangay.
| - Bahay Pare - Bambang - Barangca - Barit - Buas (Pob.) - Cuayang Bugtong - Dalayap - Dulong Ilog - Gulap - Lanang - Lourdes | - Magumbali - Mandasig - Mandili - Mangga - Mapaniqui - Paligui - Pangclara - Pansinao - Paralaya (Pob.) - Pasig - Pescadores (Pob.) | - Pulong Gubat - Pulong Palazan - Salapungan - San Agustin (Pob.) - Santo Rosario - Tagulod - Talang - Tenejero - Vizal San Pablo - Vizal Santo Cristo - Vizal Santo Niño |